# Naturschutzgebiet Brooksee

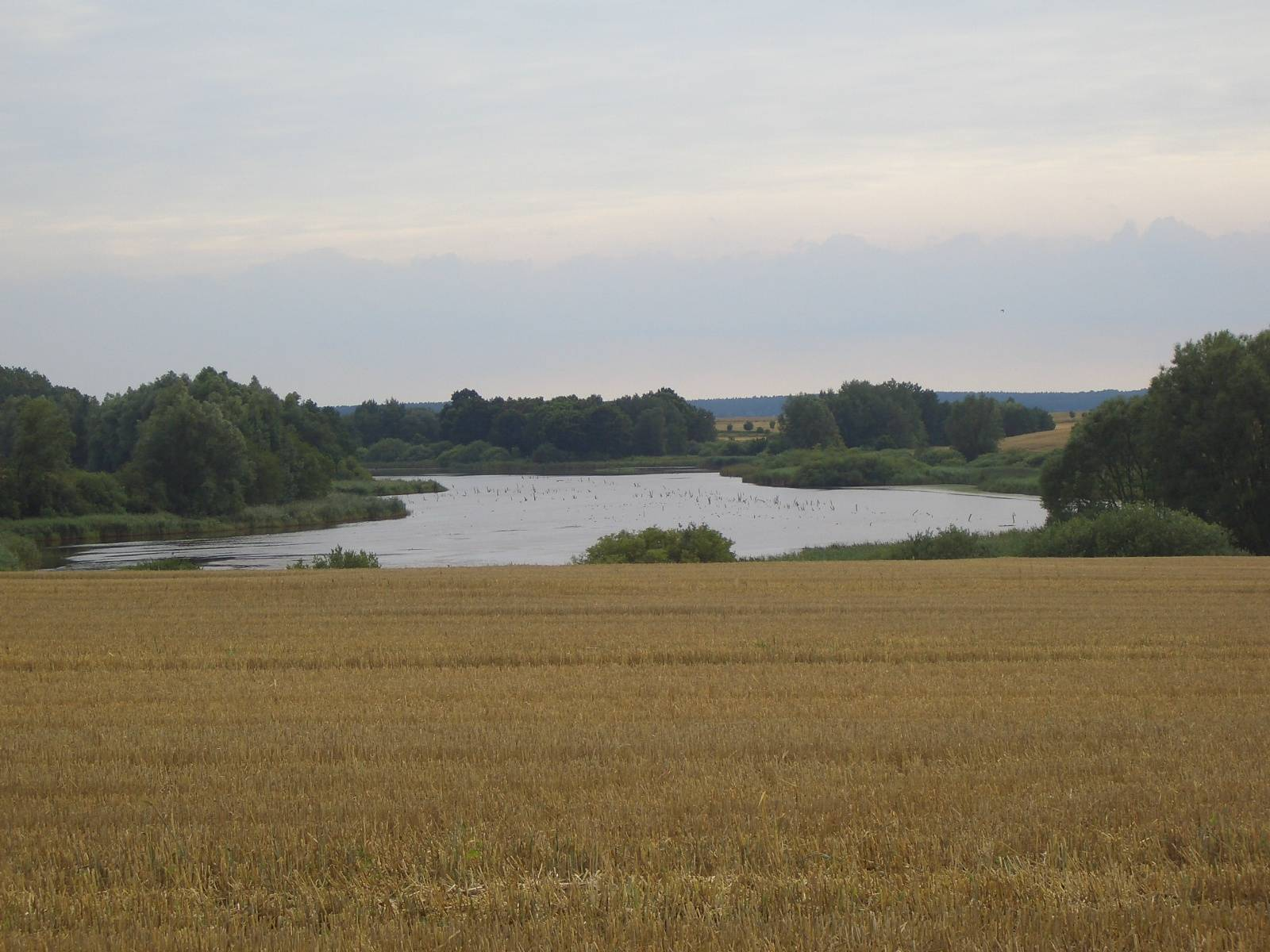
Blick auf den Brooksee von Norden

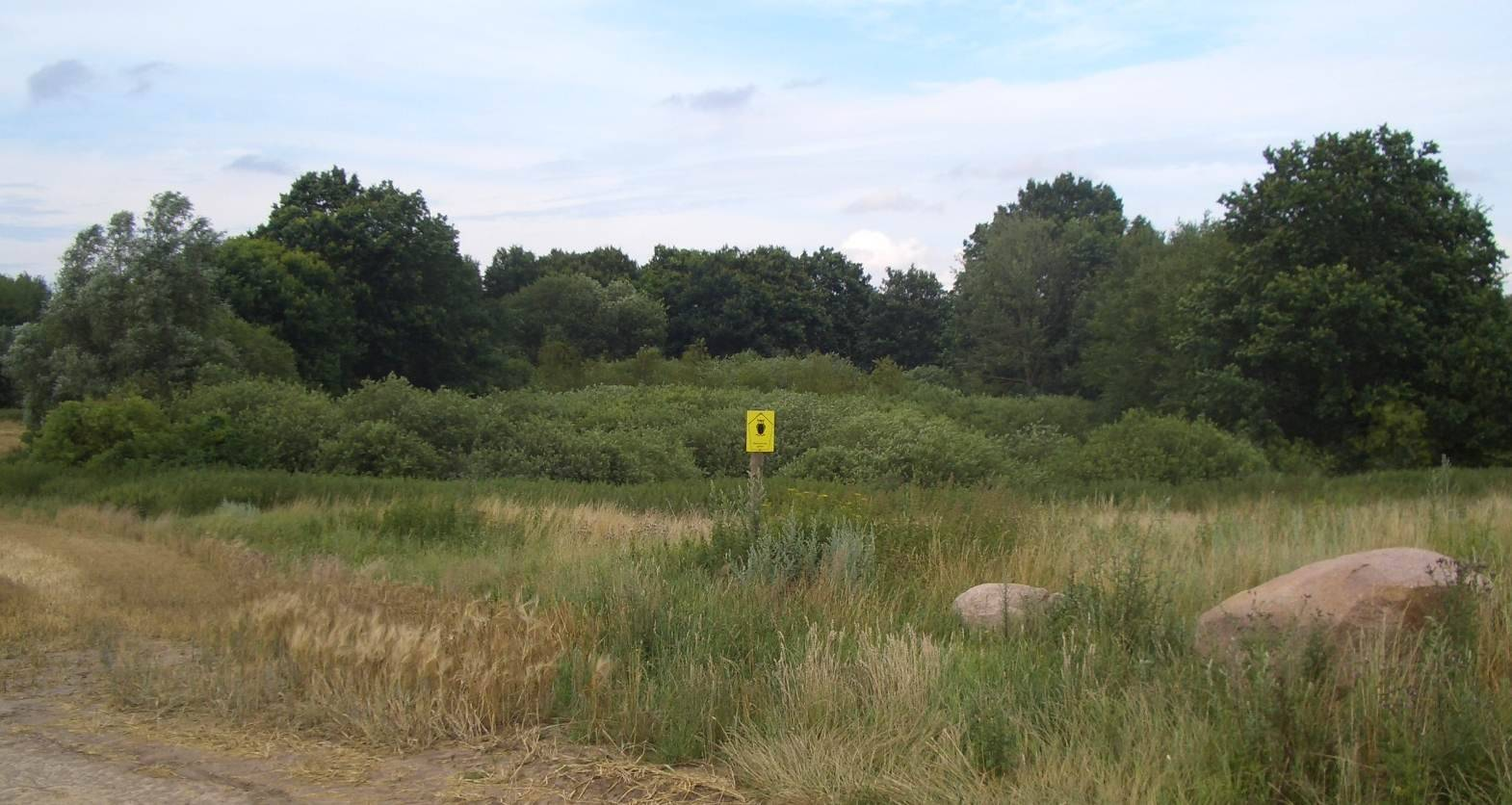
Blick auf den südlichen NSG-Bereich

Das Naturschutzgebiet Brooksee ist ein 24 Hektar umfassendes Naturschutzgebiet in Mecklenburg-Vorpommern. Es wurde am 5. Juli 1999 ausgewiesen mit dem Ziel, eine wiedervernässte Gewässersenke als Lebensraum von Wasservögeln zu erhalten. Das Schutzgebiet befindet sich 4 Kilometer nördlich von Schwaan und östlich der Landstraße 13 am Abzweig nach Benitz. Namensgebend war der unweit nördlich liegende Ort Brookhusen.
Der Gebietszustand wird als gut angesehen. Die Wasserdynamik des Sees verhindert ein Bewalden der Inseln, so dass sich Lachmöwenkolonien bilden können, in deren Schutz auch andere Wasservögel brüten. Die Hälfte der Fläche (12,5 Hektar) liegt im Eigentum des Naturschutzbundes Mecklenburg-Vorpommern. Es existieren keine öffentlichen Wege im Gebiet. Eine Beobachtungskanzel am Ostufer ermöglicht sehr gute Einsichtmöglichkeiten.

## Geschichte und Wasserhaushalt
Der Brooksee liegt eingebettet in eine stark reliefierte Grundmoränenlandschaft, die durch die letzte Vereisung entstand. Es finden sich mehrere parallel verlaufende Senken zwischen Buchholz und Schwaan im Gebiet. Der Brooker See stellt eine davon dar. In der Folgezeit verlandete der See in Randbereichen und bildete im Norden ein kleines Kesselmoor aus. In der Schmettauschen Karte aus dem Jahr 1788 ist die Seefläche eingezeichnet. Durch einen Graben, der im 19. Jahrhundert entstand, wurde der See entwässert. Die Randbereiche wurden bis in die 1950er Jahre als Grünland genutzt. Anschließend wurde die landwirtschaftliche Nutzung aufgegeben und das Entwässerungssystem verfiel. Durch den niederschlagsreichen Winter 1962/63 bildete sich wieder eine größere Seefläche, die sich in den Folgejahren weiter ausdehnte und stellenweise die Siedlung Brookhusen erreichte. Um ein weiteres Ansteigen des Sees zu verhindern, wurde 1981 ein Graben angelegt, der den See in Richtung Süden zur Beke hin entwässert.

## Pflanzen- und Tierwelt
Reste der ehemaligen Gehölze ragen als abgestorbene Reste aus dem See heraus. Ein breiter Röhrichtsaum mit Schilf und Breitblättrigem Rohrkolben umgibt den See. Weiden- und Erlengebüsche schließen sich an.
Im Gebiet leben Ringelnatter, Gras-, Moor-, Wasser- und Laubfrosch sowie Erdkröte und Rotbauchunke.
Die Insel im Südteil des Sees werden im Winter überstaut und fallen erst im Frühjahr trocken, um dann Vogelarten wie Fluss-Seeschwalbe, Kiebitz, Knäk- und Krickente und Zwerg- und Rothalstaucher als Brutplatz zu dienen. Das Gebiet ist darüber hinaus als Rast- und Durchzugsgebiet für Schnatterente, Zwergschwan, Bekassine, Uferläufer und Wasserläufer sowie Bleß- und Graugans von besonderer Bedeutung.